# Balaur

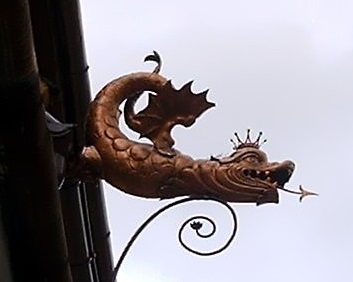
Balaur, en una calle de Brașov.

En el folclore rumano, un balauro o hidragón (en rumano balaur) es una criatura similar a un dragón europeo, aunque distinto, pues los dragones, como tales, también existen en el folclore rumano. Un balaur es tan grande que, al abrir su boca, una mandíbula toca la tierra y la otra el cielo. Tiene aletas, patas y múltiples cabezas de serpiente (normalmente tres, otras veces siete, o incluso 12) y por ello se los conoce como hidragones (de hidra y dragón).
Se dice que para crear un balaur se juntan muchas serpientes en un lugar húmedo y solitario, donde todas comienzan a soplar a la vez, hasta que les sale espuma por la boca. Al pasar el tiempo esa espuma se convierte en un diamante, que si es tragado por una de las serpientes, ésta comienza a crecer, y si permanece siete años en la oscuridad, sin ser vista, sale convertida en balaur. 
Cuando aparece esta figura tradicional en la mayoría de cuentos rumanos, es para representar al Mal, que debe ser derrotado por Făt-Frumos para liberar a la princesa (en otras versiones de la leyenda, vence a un zmeu).
El término balaur parece derivar del PIE *bel-, "fuerte", o *bhel-, "hinchar". Se la considera una palabra de sustrato prerromano. La palabra española balauro, un neologismo, conserva la sonoridad original pero adaptándola al español y otorgándole un carácter mitológico como en centauro o minotauro.